# Ludność Kutna

## LudnośćKutna
- 1673 - ok. 400 do 600 mieszkańców, w tym ok. 250 katolików
- 1767 - ok. 1000
- 1793 - 2003, w tym 1272 Żydów
- 1796 - 1960
- 1808 - 2105
- 1813 - 2676, w tym 1815 Żydów
- 1821 - 3927, w tym 2566 Żydów
- 1827 - 4620, w tym 2859 Żydów
- 1833 - 4032
- 1859 - 5668, w tym 3898 Żydów
- 1864 - 5798, w tym 4003 Żydów
- 1876 - 8029
- 1881 - 8021
- 1890 - 10595
- 1897 - 11213
- 1906 - 13581, w tym 8641 Żydów
- 1910 - 13547
- 1921 - 15976, 42% stanowiła ludność wyznania mojżeszowego
- 1928 - 21000
- 1939 - 26 000
- 1946 - 20 066 (spis powszechny)
- 1950 - 21 347 (spis powszechny)
- 1955 - 24 055
- 1960 - 25 769 (spis powszechny)
- 1961 - 26 200
- 1962 - 26 600
- 1963 - 26 900
- 1964 - 27 000
- 1965 - 27 309
- 1966 - 27 600
- 1967 - 28 700
- 1968 - 29 000
- 1969 - 29 700
- 1970 - 30 462 (spis powszechny)
- 1971 - 30 600
- 1972 - 31 000
- 1973 - 31 800
- 1974 - 32 719
- 1975 - 33 998
- 1976 - 36 800
- 1977 - 37 800
- 1978 - 39 100 (spis powszechny)
- 1979 - 40 500
- 1980 - 41 424
- 1981 - 42 567
- 1982 - 43 577
- 1983 - 44 489
- 1984 - 45 195
- 1985 - 45 867
- 1986 - 46 575
- 1987 - 47 385
- 1988 - 48 913 (spis powszechny)
- 1989 - 49 863
- 1990 - 50 408
- 1991 - 50 995
- 1992 - 50 940
- 1993 - 51 053
- 1994 - 51 047
- 1995 - 50 903
- 1996 - 50 714
- 1997 - 50 550
- 1998 - 50 592
- 1999 - 49 208
- 2000 - 49 010
- 2001 - 48 854
- 2002 - 48 666 (spis powszechny)
- 2003 - 48 484
- 2004 - 48 141
- 2005 - 47 750
- 2006 - 47 267
- 2007 - 47 085
- 2008 - 46 830
- 2009 - 46 610
- 2010 - 46 552
- 2011 - 46 177 (spis powszechny)
- 2012 - 45 975
- 2014 - 45 371
- 2015 - 45 024
- 2016 - 44 718

## Powierzchnia Kutna
- 1995 - 33,59 km²